# Șitoaia (okręg Gorj)
Șitoaia – wieś w Rumunii, w okręgu Gorj, w gminie Roșia de Amaradia. W 2011 roku liczyła 221 mieszkańców.